# Бузу, Жоэль
Жоэль Бузу (фр. Joël Bouzou; род. 30 октября 1955, Фижак, Франция) — французский пятиборец, чемпион мира и призёр Олимпийских игр, позднее — деятель международного спортивного и социального движения. Президент Всемирной ассоциации олимпийцев,
вице-президент Международного союза современного пятиборья, основатель и президент международной организации «Мир и Спорт», советник князя Монако Альбера II. Почётный доктор Университета мира.

## Биография

### Спортивная карьера
Вырос в городе Ош в спортивной семье. Его отец был учителем физкультуры в школе, с ним он узнал так много видов спорта, что естественным образом открыл для себя современное пятиборье.
Жоэль Бузу принял участие в 4 Олимпийских Играх (Москва, 1980, Лос-Анджелес, 1984, Сеул, 1988, Барселона, 1992) и стал бронзовым призером в 1984 году в командных соревнованиях. Он победил на чемпионате мира по современному пятиборью в 1987 году, блестяще выступив и опередив Милана Кадлеца, а также трижды завоёвывал бронзовые медали.

### Мир и спорт
Жоэль Бузу — основатель и президент проекта «Мир и спорт». Эта неполитическая нейтральная международная организация базируется на территории Монако и находится под патронажем князя Монако Альбера II. «Мир и Спорт» основан в 2007 году с целью использования спорта для установления мира и для начала мирного диалога повсюду на планете, где это необходимо. Миссия организации — ставить спорт, его ценности и структурирующие свойства в основу местных проектов развития, внедряемых в кризисных сообществах по всему миру. Эта миссия выполняется на постконфликтных территориях, в зонах бедности и нищеты, где нарушено социальное сплочение общества. «Мир и Спорт» использует спорт в качестве средства, способствующего примирению в сообществе, развитию толерантности, взаимоуважения и гражданственности в целях устойчивого развития.